# Équipe d'Afrique du Sud de rugby à XV au tri-nations 2004
L'Équipe d'Afrique du Sud de rugby à XV au tri-nations 2004 est composée de 19 joueurs. Elle termine première de la compétition avec 11 points, deux victoires et deux défaites. C'est le deuxième titre des Springboks dans la compétition.

## Effectif

### Première ligne
- Eddie Andrews
- Os du Randt
- John Smit (capitaine)
- CJ van der Linde

### Deuxième ligne
- Bakkies Botha
- Gerrie Britz
- Victor Matfield

### Troisième ligne
- Schalk Burger
- Jacques Cronjé
- Joe van Niekerk
- AJ Venter

### Demi de mêlée
- Bolla Conradie
- Fourie du Preez

### Demi d’ouverture
- Jaco Van der Westhuyzen

### Trois quart centre
- De Wet Barry (4 matchs, 4 comme titulaire)
- Marius Joubert (4 matchs, 4 comme titulaire)

### Trois quart aile
- Jean de Villiers
- Breyton Paulse

### Arrière
- Percy Montgomery